# Eleição municipal de Campina Grande em 1992
A eleição municipal de 1992 em Campina Grande, assim como nas demais cidades brasileiras, ocorreu em 3 de outubro de 1992 com o objetivo de eleger um prefeito, um vice-prefeito e 19 vereadores responsáveis pela administração da cidade para o mandato a se iniciar em 1° de janeiro de 1993 e com término em 31 de dezembro de 1996.
Seis candidatos disputaram a prefeitura de Campina Grande. Félix Araújo Filho (na época vereador e filiado ao PMDB) e o ex-prefeito Enivaldo Ribeiro foram os candidatos mais votados, sendo que o prefeitável do PMDB recebeu 55.493 votos (46,03% das intenções de voto), contra 45.397 do candidato do PDT (37,65% dos votos válidos). Embora o prefeito eleito não tivesse alcançado 50% dos votos, a eleição foi decidida logo no primeiro turno (Campina Grande ainda não havia alcançado 200 mil eleitores).
Os demais candidatos receberam menos de 10% das intenções de voto: Álvaro Neto (PFL) teve 9.692 votos (8,04%), Antonio Pereira (PT), 5.468 votos (4,54%), Damião Feliciano (PTB), 3.932 votos (3,26% do total) e David Lobão, do PFS, foi lembrado por apenas 583 eleitores (0,48% do total). Houve ainda 15.170 votos em branco e 10.174 votos nulos, além de 23.259 abstenções.
Entre os vereadores, o candidato mais votado foi José Luiz Júnior (também do PMDB), com 3.399 votos. Destacaram-se também Rômulo Gouveia, Manoel Ludgério (do mesmo partido), Romero Rodrigues (PSDB) e Vitalzinho (PST). O PMDB foi o partido que elegeu a maior bancada, com 11 vereadores, seguido por PFL e PL (2 vereadores), enquanto PST, PDS, PSDB e PPS elegeram um vereador cada. Além dos vereadores eleitos, outros candidatos conhecidos à Câmara Municipal foram Guilherme Almeida (que fez sua estreia como candidato nesta eleição), Peron Japiassu (exerceu 2 mandatos de vereador), Ivam Freire (eleito vereador em 1988, não conseguiu a reeleição), Marinaldo Cardoso (4 mandatos na Câmara Municipal), Zé Cláudio (que seria eleito vereador em 1996 e 2000), Severino Germano (PMN) e João Dantas (então filiado ao PRN, atual Agir).
Foi também a primeira eleição disputada por Veneziano Vital, também pelo PST - ao contrário de Vitalzinho, não teve votação expressiva.

## Candidatos a prefeito
|  | Nº | Candidato(a) a prefeito | Candidato(a) a prefeito                          | Candidato(a) a vice-prefeito | Candidato(a) a vice-prefeito                 | Coligação |
|  | -- | ----------------------- | ------------------------------------------------ | ---------------------------- | -------------------------------------------- | --- |
|  | 12 |                         | Enivaldo Ribeiro (PDT) Enivaldo Ribeiro          |                              | José Lucas Neto (PDT) José Lucas Neto        | "Não disponível" - Partido Democrático Trabalhista (PDT) - Partido Democrático Social (PDS) - Partido da Reconstrução Nacional (PRN) - Partido Trabalhista Renovador (PTR) |
|  | 13 |                         | Antonio Pereira (PT) Antonio Pereira Barbosa     |                              | Nerize (PT) ?                                | "Não disponível" - Partido dos Trabalhadores (PT) - Partido Socialista Brasileiro (PSB) - Partido Comunista do Brasil (PCdoB) |
|  | 14 |                         | Damião Feliciano (PTB) Damião Feliciano da Silva |                              | Não disponível ?                             | "Não disponível" - Partido Trabalhista Brasileiro (PTB) |
|  | 15 |                         | Félix Araújo Filho (PMDB) Félix Araújo Filho     |                              | Evandro Sabino (PL) Evandro Sabino de Farias | "Coligação Democrática Campinense" - Partido do Movimento Democrático Brasileiro (PMDB) - Partido Liberal (PL) - Partido da Social Democracia Brasileira (PSDB) - Partido Social Trabalhista (PST) - Partido Verde (PV) - Partido Democrata Cristão (PDC) - Partido Republicano Progressista (PRP) |
|  | 25 |                         | Álvaro Neto (PFL) Álvaro Gaudêncio Neto          |                              | Quinha Medeiros (PFL) Eduardo Medeiros       | "Não disponível" - Partido da Frente Liberal (PFL) - Partido Social Democrático (PSD) |
|  | 84 |                         | David Lobão (PFS) Carlos David de Carvalho Lobão |                              | Não disponível ?                             | "Não disponível" - Partido da Frente Socialista (PFS) |

## Resultados

### Prefeito
| Candidato              | Candidato                 | Vice                   | 1º turno 3 de outubro de 1992 | 1º turno 3 de outubro de 1992 |
| Candidato              | Candidato                 | Vice                   | Total                         | Porcentagem                   |
| ---------------------- | ------------------------- | ---------------------- | ----------------------------- | ----------------------------- |
|                        | Félix Araújo Filho (PMDB) | Evandro Sabino (PL)    | 55.493                        | 46,03%                        |
|                        | Enivaldo Ribeiro (PDT)    | José Lucas Neto (PDT)  | 45.397                        | 37,65%                        |
|                        | Álvaro Neto (PFL)         | Quinha Medeiros (PFL)  | 12.527                        | 8,04%                         |
|                        | Antonio Pereira (PT)      | Nerize (PT)            | 5.468                         | 4,54%                         |
|                        | Damião Feliciano (PTB)    |                        | 3.932                         | 3,26%                         |
|                        | David Lobão (PFS)         |                        | 583                           | 0,48%                         |
| Total de votos válidos | Total de votos válidos    | Total de votos válidos | 123.400                       |                               |
| → Votos em branco      | → Votos em branco         | → Votos em branco      | 15.170                        |                               |
| → Votos nulos          | → Votos nulos             | → Votos nulos          | 10.174                        |                               |
| Total de votos         | Total de votos            | Total de votos         | 148.744                       | 100%                          |
| Abstenções             | Abstenções                | Abstenções             | 23.259                        | 13,75%                        |
| Comparecimento         | Comparecimento            | Comparecimento         | 169.168                       |                               |

## Vereadores eleitos
| Candidato eleito  | Partido | Votação | Porcentagem | Cidade onde nasceu | Unidade federativa |
| Zé Luiz           | PMDB    | 3.399   | 3,09%       | Bezerros           | Pernambuco         |
| Edvan             | PMDB    | 2.264   | 2,06%       | Campina Grande     | Paraíba            |
| Rômulo Gouveia    | PMDB    | 1.716   | 1,76%       | Campina Grande     | Paraíba            |
| Orlandino Farias  | PMDB    | 1.685   | 1,53%       | Soledade           | Paraíba            |
| Dr. João Leite    | PL      | 1.680   | 1,53%       | Caruaru            | Pernambuco         |
| Bruno Gaudêncio   | PFL     | 1.670   | 1,52%       | Campina Grande     | Paraíba            |
| Ricardo Maia      | PL      | 1.651   | 1,5%        | Campina Grande     | Paraíba            |
| Marcos Pimentel   | PMDB    | 1.648   | 1,5%        |                    |                    |
| David Mangueira   | PMDB    | 1.643   | 1,49%       | Campina Grande     | Paraíba            |
| Ivan Cabral       | PMDB    | 1.620   | 1,47%       | Campina Grande     | Paraíba            |
| Maria Barbosa     | PMDB    | 1.611   | 1,46%       | Campina Grande     | Paraíba            |
| Pimentel Filho    | PMDB    | 1.523   | 1,38%       | Campina Grande     | Paraíba            |
| Fábio Nogueira    | PSDB    | 1.521   | 1,38%       | Campina Grande     | Paraíba            |
| Manoel Ludgério   | PMDB    | 1.504   | 1,37%       | Catolé do Rocha    | Paraíba            |
| Lula Cabral       | PMDB    | 1.437   | 1,21%       | Campina Grande     | Paraíba            |
| Romero Rodrigues  | PSDB    | 1.413   | 1,28%       | Campina Grande     | Paraíba            |
| Vitalzinho        | PST     | 1.368   | 1,24%       | Campina Grande     | Paraíba            |
| Márcio Rocha      | PPS     | 1.041   | 0,95%       | Campina Grande     | Paraíba            |
| Dr. Marcus Morais | PDT     | 1.026   | 0,93%       | Campina Grande     | Paraíba            |
| Erinaldo Guedes   | PDS     | 1.000   | 0,91%       | Campina Grande     | Paraíba            |
| Assis Costa       | PFL     | 866     | 0,79%       |                    |                    |

## Aspectos da campanha
Primeira eleição disputada por PRN (atual Agir), PMN (atual Mobiliza), PPS (atual Cidadania) e PRP em Campina Grande, e também a única participação do PFS no município, tendo lançado apenas as candidaturas de David Lobão à prefeitura e Sônia Barbosa para a Câmara Municipal. Foi ainda a última eleição disputada por PDS (elegeu apenas Erinaldo Guedes para a Câmara Municipal) e PDC (não lançou nenhum candidato a vereador).
Três partidos não disputaram a eleição municipal: PCN, PSC e PTdoB.
O prefeito eleito, Félix Araújo Filho, só voltaria a disputar uma eleição em 2022 (embora tivesse apoiado a candidatura de Daniella Ribeiro à prefeitura municipal em 2012), quando concorreu a deputado estadual pela Rede Sustentabilidade e obteve 4 mil votos.

## Links
- Histórico de eleições - Campina Grande, 1992[ligação inativa] (em português)